# 金正日の歌
金正日の歌（キムジョンイルのうた）は北朝鮮にある金正日を賛美する歌のこと。金正日が北朝鮮国内で存在感を強め権力を掌握していくにつれて次々と製作された。主に功勲国家合唱団や普天堡電子楽団（ポチョンボ電子楽団）、朝鮮人民軍協奏団、ワンジェサン軽音楽団が演奏しており日本のメディアでも放送がなされた事もある。

## 年表
- 1980年
  - 党中央の明かり - 金正日が「党中央」と呼ばれていた頃のもの。
- 1988年
  - 親愛なる書記は我らと共に - 金正日が「朝鮮労働党の書記」と呼ばれていた頃のもの。
- 1992年
  - 金正日同志は我らの最高司令官 - 金正日が朝鮮人民軍最高司令官に就任したことに合わせて製作された。
  - 武力で守ろう我らの最高司令官 - 「武装で仕えよう〜」とも訳されるが公式邦題はこれである。製作動機は上に同じ。
  - 最高司令官同志の健康を祝います - 朝鮮人民軍最高司令官となった金正日を称える歌。
- 1993年
  - あなたがいなければ祖国もない - 金正日が国防委員長に就任したのに合わせて製作された。
  - 勝利の閲兵式 - 原曲は幸せなら手をたたこうと同じ。
  - 我らの父は金正日元帥様 - 金正日の元帥就任に合わせて製作。
- 1994年
  - 我らは誓う - 金日成の死去後も金正日への忠誠を誓う事を示した歌謡。
  - 我らの金正日同志 - 金正日が名実共に最高指導者になったことに合わせて製作。
  - ありがとうございます - 製作動機は上に同じ。
- 1995年
  - 革命の首脳部を決死守護せん - 「〜決死擁護せん」とも訳されるが公式邦題はこう。この頃より北朝鮮国内で深刻な資源不足が起こる。

## 歌詞の日本語版について
上記の歌謡のうち著名な曲は「日本語版」も存在する。日本語版では音楽に合わせ日本語で歌えるようになっており若干歌詞も改変されている(翻訳歌詞の常の致し方ない押韻の問題は然る事ながら、字余りをかなり無理に詰込む或いは逆に間延びの傾向が強く目立つ。これは当局の公式翻訳としての指導の際、出来る限り「余さず意訳する」方針であった物として窺える)。また北朝鮮独自の言い回しである「錦繍江山」（「クムスガンサン」と読む。山河が錦を刺繍したように美しいという意味）や「三千里」（朝鮮半島南北の縦断距離。なお朝鮮での一里は300mである）などの言い回しは日本風にそれぞれ言い換えられている。
朝鮮の声放送などの日本向け日本語放送の短波放送(一部中波)では、必ず朝鮮語のオリジナルバージョンが放送されるが、日本語版がピアノの伴奏を伴って放送される事もある。
- 2014年11月現在、放送の確認される唱者奏者は以下3名。
  - 山本禎二 - 朝鮮の声放送では日朝音楽芸術交流会所属と案内され、バリトン独唱でオンエアされる。同交流会常任理事。元NHK大阪放送局専属。
  - 遠山洋子 - 放送では日朝音楽芸術交流会所属との案内で女声独唱として頻繁にオンエアされる。日本クラウン所属。演歌歌手。
  - 小笠原美都子 - 放送では日朝音楽芸術交流会名誉会長と案内され、両者日本語歌唱に際しては専らピアノ伴奏を担当する。自らも歌手であり「平壌慕情」「平壌讃歌」等の持ち歌があるが、放送では此等の演奏が披露される事も歌い手として案内される事も無い。元テイチクレコード所属。